# 現代雅科仕

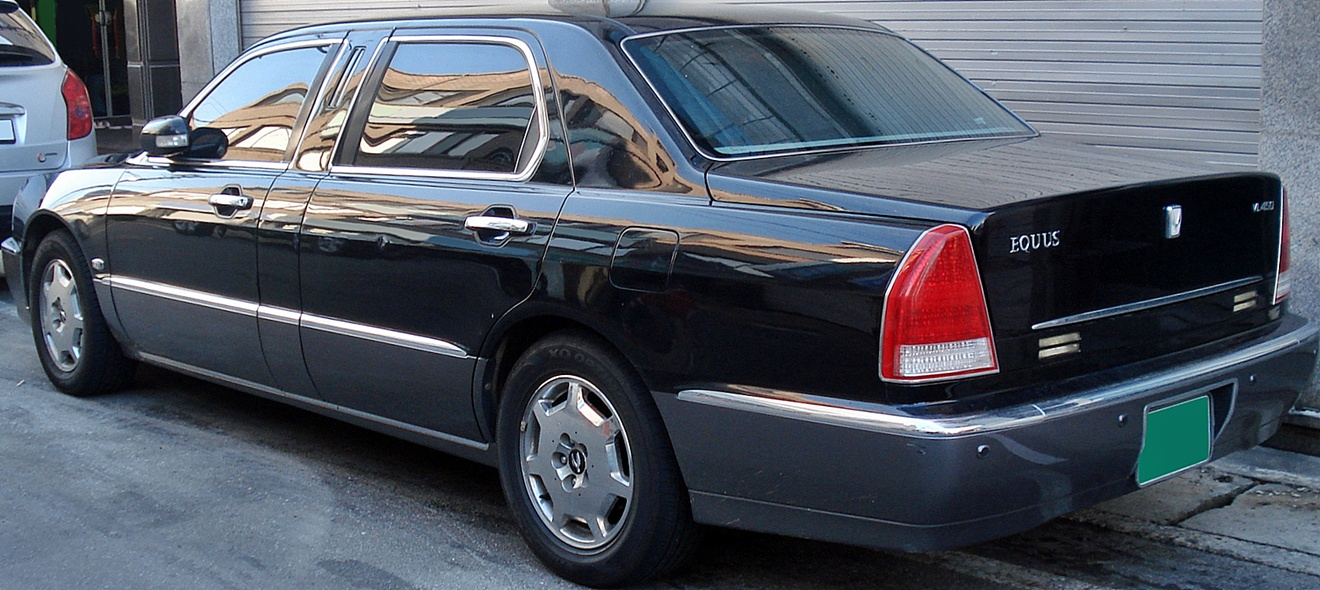
韩国总统座驾第一代现代雅科仕Limousine

現代雅科仕（韓語：현대 에쿠스），是現代汽車在1999年至2016年間生產的一款大型豪華汽車。其名“雅科仕”來自拉丁語“Equus”，意思是“馬”。它早期為前置前驅，2009年的第二代改為前置後驅，以現代世紀（Hyundai Centennial）的名義發售。
捷恩斯汽車成立之後，現代雅科仕改版為捷恩斯G90，由捷恩斯汽車銷售。現代雅科仕是韓國總統的座駕。